# Peperomia itatiaiana
Peperomia itatiaiana är en pepparväxtart som beskrevs av Truman George Yuncker. Peperomia itatiaiana ingår i släktet peperomior, och familjen pepparväxter. Inga underarter finns listade i Catalogue of Life.